# Санктпетербургска джамия
Санктпетербургската джамия (на руски: Соборная мечеть Санкт-Петербурга) е първият и единствен действащ мюсюлмански храм в Санкт Петербург. Открит е през 1913 г.
Строежът му трае от 1909 до 1920 г. по проект на архитект Николай Василев и с участието на Степан Кричински и Александър фон Гоген. Джамията се намира в Петроградската страна на руската северна столица, на ъгъла на „Кронверкския проспект“ и „Конний переулок“. Смята се за една от най-големите джамии в Русия и най-голямата в Европа. Санктпетербургската джамия е и най-северният мюсюлмански храм в света, ако не се брои малката джамия, построена неотдавна в Норилск. От минаретата ѝ не се чете езанът. На първия етаж е разположена огромната молитвена зала, на втория – женското помещение, а на третия има неделно медресе, където се преподават курсове по Коран, арабски и татарски език. Санктпетербургската джамия е главният храм на мюфтията Джафяр Пончаев и на целия Северозападен федерален окръг.

## Основни характеристики на храма
Джамията е дълга 45 м и широка 32 м. Главното кубе на джамията е високо 39 м, има 2 минарета, които са високи по 48 м. Санктпетербурската джамия може да побере 5000 богомолци, а според други данни – 3000 души. 

## История
Признаването на исляма за официално позволена религия в Руската империя през 1788 година позволило да бъде отворен мюсюлмански молитвен дом в руската столица. Въпросът за построяването на джамия става особено належащ, след като към империята са присъединени Хивинското и Бухарско ханство и района на Туркестан в Средна Азия.
До началото на 20 век петербургските мюсюлмани нямат построена религиозна сграда. Молитвените зали се помещават в различни сгради в няколко части на града. През втората половина на 19 век молитвените събирания на мюсюлманите стават в къщата на търговеца Калугин на Невския проспект. В началото на 20 век джамията на 1-ва мюсюлманска част на 2-ра рота се намирала в близост до Измаиловския проспект, джамията на 2-ра мюсюлманска част се помещавала на улица Мойка, а джамията на 3-та мюсюлманска част се помещавала на улица „Коломенска“. Към всяка една от тях функционирало начално училище – мактаб, в което децата изучавали арабско писмо, Корана и основите на шериата.
Имайки предвид, че Петербуг е столица на Руската империя, в която според известния календар на Суворин от 1913 година живеят 18 млн. мюсюлмани, въпросът за стриотелството на главна джамия в столицата на империята станал неизбежен. Въпреки че прошение за строителството на такава джамия е подадено още през 1882 година, разрешението е подписано от император Николай II едва на 3 юли 1907 година.
През 1905 година е сформиран комитет за построяването на Санктпетербургската джамия, който е утвърден от министъра на вътрешните работи Пьотър Столипин през януари 1906. Комитетът се състои от 20 мюсюлмани, видни държавни, обществени, военни деятели и търговци. За председател е избран полковник Абдула Азис Давлетшин. Комитетът получава правото да събере до 750 000 рубли в течение на 10 години от цялата територия на Руската империя.
Основни дарители са емирът на Бухарското ханство и княз Феликс Юсупов, който е един от най-заможните руснаци тогава, потомък на татарския хан Юсуф. Още през зимата на 1907 година Императорското санктпетербургско архитектурно общество обявява конкурс за най-добър проект, за чието избиране е съставена специална комисия. Тя изработва изикванията към бъдещата джамия, които публикува в списание „Зодчий“. В него се казва, че при проектирането трябва да се използва източен стил, за облицовката на джамията ще се използва само естествен камък, постройката да завършва с кубе, да има от едно до две минарета, като в последния случай се допуска те да са с различна височина. В съответствие с изикванията на исляма свещената ниша михраб трябва да е обърната на юг – страната, сочеща свещения град Мека. В декоративната украса на мюсюлманския храм не се допускат изображения на живи същества.
Резултатите от конкурса са обявени на 11 март 1908 година, който е един от най-представителните в историята на Императорското санктпетербургско архитектурно общество. На него са разгледани 45 проекта, от тях 3 получават премия, а комисията дава одобрение за строителството на храма на проекта на Николай Василев, представен под девиза „Тимур“.
За подобрения на проекта архитект Василев привлича своите колеги Александър фон Гоген, чийто висок авторитет, както в професионалните, така и сред правителствените кръгове е настоятелно необходим за разрешаването на практическите и административни проблеми, и Степан Кричински, който има голям опит в стрителните работи от такъв мащаб. При детайлната преработка на проекта парадния вход и минаретата са преместени на северната фасада, което увеличава дължината на сградата от 38 до 47,5 метра, а минаретата са поставени на двете страни на входа за женските помещения.
През април 1909 година проектът е предаден за експертиза в Императорската художествена академия. Като цяло е одобрен, но категорично е отхвърлен избраният парцел за строителството на джамията на Кронверския проспект. Възражението на академиците е, че така Санктпетербургската джамия ще е близо до църквата „Света Троица“, която е първият православен храм в Санкт Петербург. Построяването на монументалната джамия на това място според експертите ще наруши историческата цялост на най-старата част на Петербург. Проблемът с мястото на бъдещата джамия е разрешен от министър-председателя Пьотър Столипин, който заявява, че е невъзможно да отмени вече дадено разрешение от Негово императорско величество Николай II, в резултат на което строителството започва.
Официалната церемонията по първата копка е направена по повод 25-ата годишнина от управлението на бухарския емир и неговата визита в Санкт Петербург на 10 февруари 1910 година. На специално място е построен павилион във вид на шатра, декориран с гирлянди и надписи от свещения Коран. За церемонията са приготвени мраморни тухли, сребърни лопати и специален разтвор. В началото на церемонията Ахун Баязитов казва:
| „ | Коранът казва: "Бог е красив и обича красотата. Нашата джамия ще бъде красива и ще допринесе за славната архитектура и красота на града. Такава джамия, каквато ще бъде построена в Петербург, няма нито в Париж, нито в Лондон. Да, тя е красива, но красотата ѝ ще бъде цяла тогава, когато започнем в нея да се молим на Аллах. Само тогава тази джамия ще допринесе за нашата духовно-нравствена красота. | “ |

На 9 февруари 1913 комитетът по строежа на джамията получава разрешение от министъра на вътрешните работи за провеждането на религиозна церемония на 21 февруари, което всъщност е и първото богослужение в още незавършената джамия и е посветено 300-ия юбилей на династията на Романови. Въпреки официалното ѝ откриване довършителните работи не спират. С началото на Първата световна война те са забавени, налаляват и даренията, увеличават се данъците, много от строителите са мобилизирани. Отделни довършителни работи се правят още 7 години и джамията е напълно завършена през 1920 година. Оттогава започват да се извършват и регулярни мюсюлмански богослужения. В периода 1920 – 1921 година от Бухара в Петроград е доставен голям осветен тебризки килим, ръчно изработен за централната молитвена зала.
Стените на джамията са облицовани от тъмносив гранит с груба фактура, който придава на сградата монументалност и я вписва много добре в северната архитектура на Петербург. Порталът, високото кубе и тънките стройни минарета, покрити с керамика в небесносин цвят, придават на джамията своеобразна уникалност. На фасадата на сградата има изписани цитати от Корана, направени с причудлива арабска калиграфия. С мощния си каменен масив стените ефектно контрастират с живописно украсения портал и ефините решетъчни орнаменти.
Традициите на ислямската архитектура са спазени и в интериора на джамията. Колоните, поддържащи арките под кубето, са облицовани в зелен мрамор. В централната молитвена зала виси огромен полилей, на който са окачени цитати от Корана. Стените на джамията са покрити от богата орнаментирана живопис.
С началото на Октомврийската революция по заповед на Ленин болшевиките започват безжалостно да грабят манастири и православни църкви. Те не подминават и Санктпетербургската джамия. Според тях в джамията имало „несметни богатства“, подаръци от емира на Бухарското ханство. Така през 1924 година „комисари в прашни шлемове“ ограбват джамията, изнасят килимите, полилеите, среброто, бронза, различни мебели, както и ценен Коран от 1236 година с позлатени пластинки, който впоследствие е предаден в Музея по история на религиите.
През юни 1940 година съветските власти вземат решение „джамиите, като култови сгради“ да бъдат закрити, заради своята „непотребност“. Нейното подземно помещение отначало започва да се използва като склад за медикаменти, а след това за хранилище на картофи. По време на войната дори има планове за преустройството ѝ на работилница за ковчези.
По това време мюсюлманският храм има жалко съществуване, средства за ремонт няма и сградата постепенно започва да се руши. Свирепите гонения срещу религията засягат и мюсюлманските духовници. Така още преди войната в нощта на 15 срещу 16 февруари 1937 година в Ленинград НКВД арестува всички имами по джамиите. Много от тях безследно изчезват по пътя за ГУЛАГ.
След смъртта на Сталин в 1953 година в Съветския съюз започват да текат бавни промени. В страната започват да пристигат чуждестранни делегации, в това число и от Близкия изток и Азия, които се интересуват как съветските власти осигуряват така прокламираната пред света „свобода за мюсюлманите“. За връщането на джамията на ленинградските мюсюлмани ходатайстват президентът на Индонезия Сукарно и президентът на Индия Джавахарлал Неру, с които съветските ръководители усилено се заиграват. „Съветските мюсюлмани“ също така постоянно пишат прошения, с които искат повторното отваряне на Санктпетербугрската джамия за молитви и богослужения. По тоя повод Никита Хрушчов и Георгий Маленков пишат за това, че по време на религиозните празници трудещите се мюсюлмани „стоят под открито небо. Много от тях след това поради тези условия се простудяват и заболяват – всичко това се отразява на тяхната трудоспособност“.
В края на краищата през 1955 година сградата на джамията е предадена на Религиозното общество на мюсюлманите в СССР. Така на 18 януари 1956 година богослуженията в мюсюлманския храм са възобновени. През 1966 архивът на Санктпетербургската джамия е предаден на Музея по история на религиите и атеизма (църквата Казански събор). През 1968 по решение на изпълкома на Ленгорсъвета е постановено сградата на джамията да бъде поставена под държавна охрана като паметник на културата.
Въпреки това сградата е в катастрофално състояние, майоликата се олющва, падат гранитни плочи, изпотрошени са стъклата на джамията, която се нуждае от спешен ремонт. През 30-те, 50-те, 70-те години на 20 век неоднократно е променяна покривната конструкция, при което е нарушена нейната геометрия и първоначалната система за водосбор на дъждовната вода. Това нарушва целостта на фасадата, в резултат на което се влошава техническото състояние на гранитната и майоликова облицовка.
Ремонт на джамията не се предприема докато майоликовата облицовка не е застрашена от тотална разруха. Така през 1984 – 1987 година облицовката на кубето е свалена напълно, като 12 фрагмента от нея са предадени за съхранение във фондовете на Музея по история на Ленинград. В проект е реставрация на храма, която е дадена за изпълнения на института Ленинпроект. Още през май 1984 година около кубето е изградено скеле, което е демонтирано едва през 1996, когато специалистите от „Леноблреставрация“ завършват замяната на майоликовата облицовка на купола и минаретата с облицовка от технически порцелан. При тази замяна се изменят както техническите, така и естетическите характеристики на сградата, геометрията на купола и минаретата, която не съответства с авторския замисъл.
Работите по реставрацията на вървят добре, а след разпадането на СССР през 1991 година средства за продължаването ѝ няма. Няма и в градския бюджет. Това кара първия кмет на Санкт Петербург след промените Анатолий Собчак да се обърне към гражданите с призив за „оказване на помощ на религиозната мюсюлманска общност в града“ за да се съхрани „уникалния паметник на архитектурата в нашия град“. През 1994 година със съдействието на кмета от градския бюджет са отделени 200 милиона рубли, но парите така и не са отпуснати. Накрая Санктпетербургската джамия е реставрирана напълно благодарение на президента на Татарстан Минтимер Шаймиев, впоследствие се появяват и други спомоществуватели. Окончателната реставрация на джамията е завършена през 2003 година. Възвърнала отново своя бласък и красота днес Санктпетербугрската джамия е голям религиозен и културен център на северната руска столица.